# Veerse Gatdam
El dic de Veerse Gat (Veerse Gatdam) es va construir entre 1958 i 1961, i connecta l'illa de Walcheren, a l'altura de Breezand, amb l'illa de Noord-Beveland, a l'altura de De Banjaard.
Aquest dic forma part del Pla Delta i en concret del pla de les tres illes, que amb la construcció d'aquest dic i del Zandkreekdam comunicaria les illes Walcheren, Noord-Beveland i Zuid-Beveland.
La construcció d'aquest dic va ser més difícil que la del Zandkreek degut primer a que era més gran i segon que el corrent no canvia la seva força amb el canvi de les marees. Tant com en marea baixa com a marea alta el corrent transporta 70 milions de metres cúbics d'aigua cap a la desembocadura.
Una vegada construït, al costat del llac Veerse Meer es va col·locar una carretera i al costat del mar del Nord una platja ampla. En els anys noranta es va omplir completament amb sorra i es va plantar pastura marina perquè el dic complís el requisit de semblar-se el més possible a una duna.

## Fons
«El dique de Veerse Gat (Veerse Gatdam)» (en espanyol), 2004. [Consulta: 23 juliol 2017].